# Ruppia
Ruppia là một chi thực vật có hoa trong họ Ruppiaceae.

## Danh sách loài
- Ruppia cirrhosa
- Ruppia didyma
- Ruppia filifolia
- Ruppia maritima
- Ruppia megacarpa
- Ruppia polycarpa
- Ruppia tuberosa